# Tour de Flandes 2018
El Tour de Flandes 2018 fou l'edició número 102 del Tour de Flandes. Es disputà l'1 d'abril de 2018 sobre un recorregut de 264,7 km entre Anvers i Oudenaarde, sent la tretzena prova de l'UCI World Tour 2018.
El vencedor final va ser el neerlandès Niki Terpstra (Quick-Step Floors), després de protagonitzar un atac durant l'ascensió al Kruisberg, a manca de poc més 25 km per l'arribada. Terpstra és el primer neerlandès en guanyar aquesta clàssica des que Adri Van der Poel ho fes el 1986. En segona posició finalitzà el danès Mads Pedersen (Trek-Segafredo), mentre Philippe Gilbert (Quick-Step Floors), vencedor el 2017, acabà en tercera posició.

## Presentació

### Recorregut
El recorregut és gairebé idèntic al de l'edició del 2017.

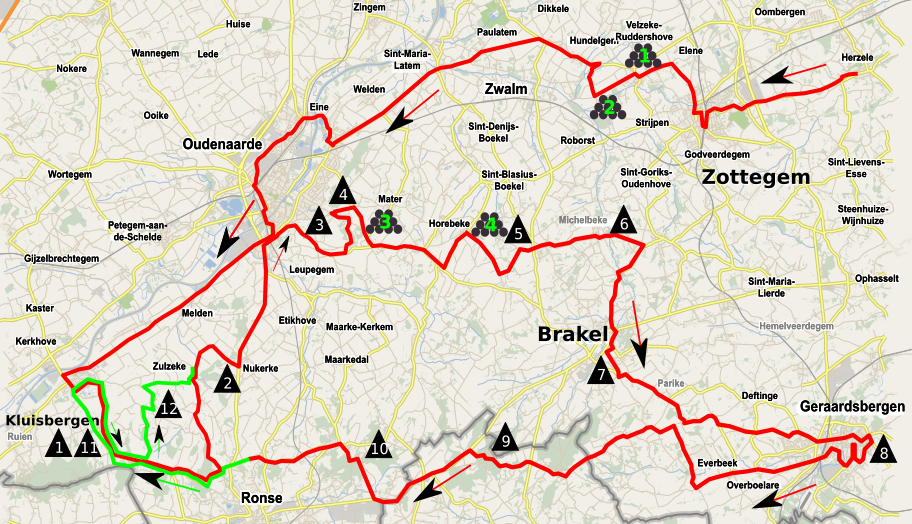
Primera volta al circuit                     Transició cap a la segona volta del circuit
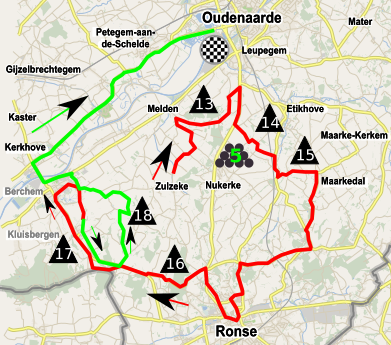
Segona volta al circuit                     Final

#### Murs
18 murs són programats en aquesta edició, la major part d'ells coberts amb llambordes
| Núm. | Nom                    | Km    | Ferm       | Llargada (m) | Pendent mitjana | Pendent màxima | Km a meta |
| ---- | ---------------------- | ----- | ---------- | ------------ | --------------- | -------------- | --------- |
| 1    | Oude Kwaremont         | 121,1 | llambordes | 2.220        | 4 %             | 11,6 %         | 145,4     |
| 2    | Kortekeer              | 131,7 | asfalt     | 1.000        | 6,4 %           | 17 %           | 134,8     |
| 3    | Edelare                | 138,6 | llambordes | 1.200        | 5,2 %           | 10 %           | 127,9     |
| 4    | Wolvenberg             | 142,1 | asfalt     | 645          | 7,9 %           | 17,3 %         | 124,4     |
| 5    | Leberg                 | 151,0 | asfalt     | 950          | 4,2 %           | 13,8 %         | 115,5     |
| 6    | Berendries             | 155,0 | asfalt     | 940          | 7 %             | 12,3 %         | 111,5     |
| 7    | Tenbosse               | 160,0 | asfalt     | 550          | 6,9 %           | 8,7 %          | 106,5     |
| 8    | Kapelmuur              | 170,4 | llambordes | 1.075        | 9,3 %           | 19,8%          | 96,1      |
| 9    | Pottelberg (La Houppe) | 189,0 | asfalt     | 1.350        | 6,5 %           | 7,5 %          | 77,5      |
| 10   | Kanarieberg            | 194,8 | asfalt     | 1.000        | 7,7 %           | 14 %           | 71,7      |
| 11   | Oude Kwaremont         | 210,7 | llambordes | 2.200        | 4 %             | 11,6 %         | 55,8      |
| 12   | Paterberg              | 214,2 | llambordes | 360          | 12,9 %          | 20,3 %         | 52,3      |
| 13   | Koppenberg             | 220,8 | llambordes | 600          | 11,6 %          | 22 %           | 45,7      |
| 14   | Steenbeekdries         | 226,2 | asfalt     | 700          | 5,3 %           | 6,7 %          | 40,3      |
| 15   | Taaienberg             | 228,7 | llambordes | 530          | 6,6 %           | 15,8 %         | 37,8      |
| 16   | Kruisberg              | 240   | asfalt     | 2.500        | 5 %             | 9 %            | 26,5      |
| 17   | Oude Kwaremont         | 249,8 | llambordes | 2.200        | 4 %             | 11,6 %         | 16,7      |
| 18   | Paterberg              | 253,3 | llambordes | 360          | 12,9 %          | 20,3 %         | 13,2      |

#### Sectors de llambordes
Els ciclistes hauran de superar 5 sectors de llambordes repartits entre 130 quilòmetres.
| Núm. | Nom              | Km    | Llargada | Km a meta |
| ---- | ---------------- | ----- | -------- | --------- |
| 1    | Lippenhovestraat | 87,3  | 1 300    | 179,2     |
| 2    | Paddestraat      | 88,8  | 1 500    | 177,7     |
| 3    | Holleweg         | 142,2 | 1 500    | 124,3     |
| 4    | Haaghoek         | 148,0 | 2 000    | 118,5     |
| 5    | Mariaborrestraat | 224,9 | 2 000    | 41,6      |

### Equips
En ser el Tour de Flandes una prova de l'UCI World Tour, els 18 World Tour són automàticament convidats i obligats a prendre-hi part. A banda foren convidats a prendre-hi part set equips continentals professionals.
| WorldTeams (18)- AG2R La Mondiale - Astana - Bahrain-Merida - BMC Racing Team - Bora-Hansgrohe - Dimension Data - EF Education First-Drapac p/b Cannondale - Groupama-FDJ - Katusha-Alpecin - Lotto NL-Jumbo - Lotto Soudal - Mitchelton-Scott - Movistar Team - Quick-Step Floors - Sky - Team Sunweb - Trek-Segafredo - UAE Team Emirates Equips continentals professionals (7)- Cofidis, Solutions Crédits - Roompot-Nederlandse Loterij - Sport Vlaanderen-Baloise - Vérandas Willems-Crelan - Vital Concept - Wanty-Groupe Gobert - WB-Aqua Protect-Veranclassic |
| |

## Classificació final
| \| Classificació general \| Classificació general \| Classificació general \| Classificació general \| Classificació general \| \| Corredor \| Corredor \| Equip \| Temps \| \| \| --------------------- \| ------------------------ \| ------------------------- \| --------------------- \| --------------------- \| \| 1r \| Niki Terpstra \| Quick-Step Floors \| 6h 21' 25" \| \| \| 2n \| Mads Pedersen \| Trek-Segafredo \| + 12" \| \| \| 3r \| Philippe Gilbert \| Quick-Step Floors \| + 17" \| \| \| 4t \| Michael Valgren Andersen \| Astana \| + 20" \| \| \| 5è \| Greg Van Avermaet \| BMC Racing Team \| + 25" \| \| \| 6è \| Peter Sagan \| Bora-Hansgrohe \| + 25" \| \| \| 7è \| Jasper Stuyven \| Trek-Segafredo \| + 25" \| \| \| 8è \| Tiesj Benoot \| Lotto-Soudal \| + 25" \| \| \| 9è \| Wout van Aert \| Verandas Willems-Crelan \| + 25" \| \| \| 10è \| Zdeněk Štybar \| Quick-Step Floors \| + 25" \| \| \| 11è \| Oliver Naesen \| AG2R La Mondiale \| + 25" \| \| \| 12è \| Dylan van Baarle \| Team Sky \| + 25" \| \| \| 13è \| Sep Vanmarcke \| EF Education First-Drapac \| + 25" \| \| \| 14è \| Timo Roosen \| LottoNL-Jumbo \| + 1' 09" \| \| \| 15è \| Arnaud Démare \| Groupama-FDJ \| + 1' 13" \| \| \| 16è \| Alexander Kristoff \| UAE Team Emirates \| + 1' 13" \| \| \| 17è \| Nils Politt \| Katusha-Alpecin \| + 1' 13" \| \| \| 18è \| Mike Teunissen \| Team Sunweb \| + 1' 13" \| \| \| 19è \| Edvald Boasson Hagen \| Dimension Data \| + 1' 13" \| \| \| 20è \| Magnus Cort Nielsen \| Astana \| + 1' 13" \| \| |                          |                           |            |
| |                          |                           |            |
| Font: ProCyclingStats |                          |                           |            |
| Classificació general |                          |                           |            |
| Corredor | Corredor                 | Equip                     | Temps      |
| 1r | Niki Terpstra            | Quick-Step Floors         | 6h 21' 25" |
| 2n | Mads Pedersen            | Trek-Segafredo            | + 12"      |
| 3r | Philippe Gilbert         | Quick-Step Floors         | + 17"      |
| 4t | Michael Valgren Andersen | Astana                    | + 20"      |
| 5è | Greg Van Avermaet        | BMC Racing Team           | + 25"      |
| 6è | Peter Sagan              | Bora-Hansgrohe            | + 25"      |
| 7è | Jasper Stuyven           | Trek-Segafredo            | + 25"      |
| 8è | Tiesj Benoot             | Lotto-Soudal              | + 25"      |
| 9è | Wout van Aert            | Verandas Willems-Crelan   | + 25"      |
| 10è | Zdeněk Štybar            | Quick-Step Floors         | + 25"      |
| 11è | Oliver Naesen            | AG2R La Mondiale          | + 25"      |
| 12è | Dylan van Baarle         | Team Sky                  | + 25"      |
| 13è | Sep Vanmarcke            | EF Education First-Drapac | + 25"      |
| 14è | Timo Roosen              | LottoNL-Jumbo             | + 1' 09"   |
| 15è | Arnaud Démare            | Groupama-FDJ              | + 1' 13"   |
| 16è | Alexander Kristoff       | UAE Team Emirates         | + 1' 13"   |
| 17è | Nils Politt              | Katusha-Alpecin           | + 1' 13"   |
| 18è | Mike Teunissen           | Team Sunweb               | + 1' 13"   |
| 19è | Edvald Boasson Hagen     | Dimension Data            | + 1' 13"   |
| 20è | Magnus Cort Nielsen      | Astana                    | + 1' 13"   |